# Arts Centre Melbourne
Arts Centre Melbourne (dříve také Victorian Arts Centre a The Arts Centre) je komplex divadel a koncertních síní. Nachází se na předměstí Melbourne nazvaném Southbank. Architektem budov byl Roy Grounds, jejich výstavba byla schválena v roce 1960, ale zahájena byla až o třináct let později. Různé budovy byly otevřeny postupně, celý komplex pak v roce 1984. Komplex je zapsán v Victorian Heritage Register.